# Martin Richter (florbalista)
Martin Richter (* 31. října 1983) je bývalý český florbalový hráč a reprezentant. Je spojen zejména s pražským klubem Tatran Střešovice za který hrál nejvyšší florbalovou soutěž v letech 2007 až 2015 a se kterým získal pět mistrovských titulů.

## Klubová kariéra
Richter florbal začal hrát během studia na osmiletém gymnáziu, ve věku asi třinácti let. Předtím hrál fotbal. S vrcholovým florbalem začínal v klubu 1. HFK Děkanka, se kterým v sezóně 2001/2002 postoupil do 2. ligy. V následující sezóně, už pod novým názvem FbŠ Praha, postoupili znovu, tentokrát do nejvyšší soutěže (v té době pod jménem 1. liga). Před sezónou 2005/2006 se klub přejmenoval na FbŠ Bohemians. S Bohemians většinu sezón bojovali o udržení s soutěži. Výjimkou byla sezóna 2004/2005, kdy se probojovali do play-off a Richter byl nejproduktivnějším hráčem týmu (tím byl i v další sezóně). V týmu působil do roku 2006 i jako kapitán.
Na konci roku 2006 Richter odešel na půl roku studovat do Švédska a v rámci toho hrál jako jeden z prvních Čechů ve švédské nejvyšší soutěži (v té době Elitserien) za Jönköpings IK.
Po návratu ze Švédska začal od sezóny 2007/2008 hrát za Tatran Střešovice. V Tatranu odehrál osm sezón a ve všech získali medaili, z toho v sezónách 2007/2008, 2009/2010 až 2011/2012 a 2014/2015 pětkrát zlatou. Díky titulům se s Tatranem účastnili Poháru mistrů, kde v roce 2011 získali teprve druhou česku stříbrnou medaili. Richter asistoval na rozhodující gól v prodloužení vítězného semifinále a bodoval i ve finálovém zápase. V sezóně 2012/2013 byl zvolen druhým nejužitečnějším hráčem soutěže. Po vítězném superfinále v roce 2015, ve kterém vstřelil gól, na další asistoval a proměnil dva nájezdy, ukončil kariéru. V play-off sezóny 2015/2016 se na čtyři zápasy vrátil, aby se neúspěšně pokusil pomoci Tatranu ve čtvrtfinálové sérii.

## Reprezentační kariéra
V juniorském věku reprezentoval Česko jako kapitán na Mistrovství světa do 19 let 2001.
V mužské reprezentaci působil od roku 2004 a hrál na všech čtyřech mistrovstvích mezi lety 2006 a 2012. V reprezentaci působil i jako kapitán. Po neúspěšném mistrovství v roce 2012 ukončil reprezentační kariéru.
| Umístění | Soutěž                                                 |
| -------- | ------------------------------------------------------ |
| 5.       | Mistrovství světa ve florbale do 19 let 2001 (kapitán) |
| 4.       | Mistrovství světa ve florbale 2006                     |
| 4.       | Mistrovství světa ve florbale 2008                     |
|          | Mistrovství světa ve florbale 2010                     |
| 7.       | Mistrovství světa ve florbale 2012                     |

## Televize
Po konci své vrcholové hráčské kariéry působí externě jako florbalový expert v České televizi.